# Massimo Banzi
Massimo Banzi és cofundador del projecte Arduino i creador de Tinker.it i especialista en tecnologies de codi obert.
Ha treballat per clients com Prada, Artemide, Persol, Whirlpool, V&A Museum i Adidas. Durant quatre anys, també ha estat professor associat al Interaction Design Institue Ivrea.
Ha impartit tallers i ha portat a terme ponències en institucions com Architectural Association – London, Hochschule für Gestaltung und Kunst Basel, Hochschule für Gestaltung Schwäbisch Gmünd, FH Potsdam, Domus Academy, Medialab Madrid, Escola Superior de Disseny Barcelona, ARS Electronica Linz, Mediamatic Amsterdam, Doors of Perception Amsterdam, etc.
Abans d'incorporar-se a IDII va ser CTO de la incubadora Seat Ventures. Durant molts anys, ha treballat com a software architect, a Milà i Londres, en projectes per clients com Italia Online, Sapient, Labour Party, BT, MCIWorldCom, SmithKlineBeecham, Storagetek, BSkyB i boo.com.